# Cré
Cré korábbi község Franciaország Loire mente régiójában, Sarthemegyében. 2017. január 1-jén Bazouges-sur-le-Loir korábbi községgel egyesült és az így létrejött Bazouges Cré sur Loir új község része lett.
Lakosainak száma 789 fő (2018. január 1.). Cré Bazouges-sur-le-Loir, Fougeré, Saint-Quentin-lès-Beaurepaire és La Flèche községekkel határos.

## Népesség
A település népességének változása:
| Lakosok száma | 802  | 801  | 799  | 789  |
|               | 2013 | 2015 | 2017 | 2018 |